# Little Fugitive
Little Fugitive é um filme estadunidense de 1953 escrito e dirigido por Raymond Abrashkin, Morris Engel e Ruth Orkin. Filme conta a história de uma criança sozinha em Coney Island.
O filme faz parte da lista dos 1000 melhores filmes de todos os tempos do The New York Times.